# (5787) 1992 FA1
1992 أف أي 1 (ويعرف أيضًا باسم (5787) 1992 أف أي 1 وفق تسمية الكوكب الصغير) (بالإنجليزية: 1992 FA1)‏ هو كويكب ضمن حزام الكويكبات؛ وترتيبه 5787 من حيث الاكتشاف.
اكتُشف هذا الجُرم الفلكي بواسطة هيروشي كانيدا في 26 مارس 1992.

## وصلات خارجية
- (5787) 1992 FA1 في قاعدة بيانات مختبر الدفع النفاث لأجرام النظام الشمسي الصغيرة

- الاكتشاف · مخطط المدار ·  العناصر المدارية · المعلمات المادية

- (5787) 1992 FA1 على موقع ويكي سكاي: DSS2, SDSS, GALEX, IRAS, Hydrogen α, X-Ray, Astrophoto, Sky Map, Articles and images